# Askar Akayev
Askar Akaevič Akaev (in kirghiso Аскар Акаевич Акаев?; Kyzyl-Bairak, 10 novembre 1944) è un politico kirghiso,  il primo presidente della Repubblica del Kirghizistan dal 1990 fino a a quando non è stato rovesciato nella rivoluzione dei tulipani del marzo 2005. Riparato a Mosca, dove è stato impegnato in attività scientifiche, il 2 agosto 2021 è tornato per la prima volta in 16 anni in Kirghizistan.

## Biografia
Akaev è nato a Kyzyl-Bayrak, Repubblica socialista sovietica kirghisa. Era il maggiore di cinque figli nati in una famiglia di lavoratori agricoli collettivi. Proviene dalla tribù Sarybagyš. È diventato un metalmeccanico in una fabbrica locale nel 1961. Successivamente si è trasferito a Leningrado, dove si è formato come fisico laureandosi in matematica, ingegneria e informatica presso l'Istituto di meccanica di precisione e ottica di Leningrado nel 1967. Rimase all'istituto fino al 1976 come ricercatore senior e insegnante. A Leningrado conobbe e nel 1970 sposò Mayram Akaeva acon da cui ha avuto due figli e due figlie. Sono uitti tornati nel Kirghizistan nel 1977, dove lui è diventato professore senior presso l'istituto politecnico di Frunze. Alcuni dei suoi successivi componenti del suo governo erano ex studenti e amici degli anni accademici.
Ha conseguito il dottorato nel 1981 presso l'Istituto di Ingegneria e Fisica di Mosca, dopo aver scritto la sua tesi sui sistemi olografici di immagazzinamento e trasformazione delle informazioni. Nel 1984 è diventato membro dell'Accademia delle scienze del Kirghizistan, vicepresidente dell'Accademia nel 1987 e poi presidente dell'Accademia nel 1989. Nello stesso anno è stato eletto deputato nel Soviet Supremo dell'URSS.

## Carriera politica

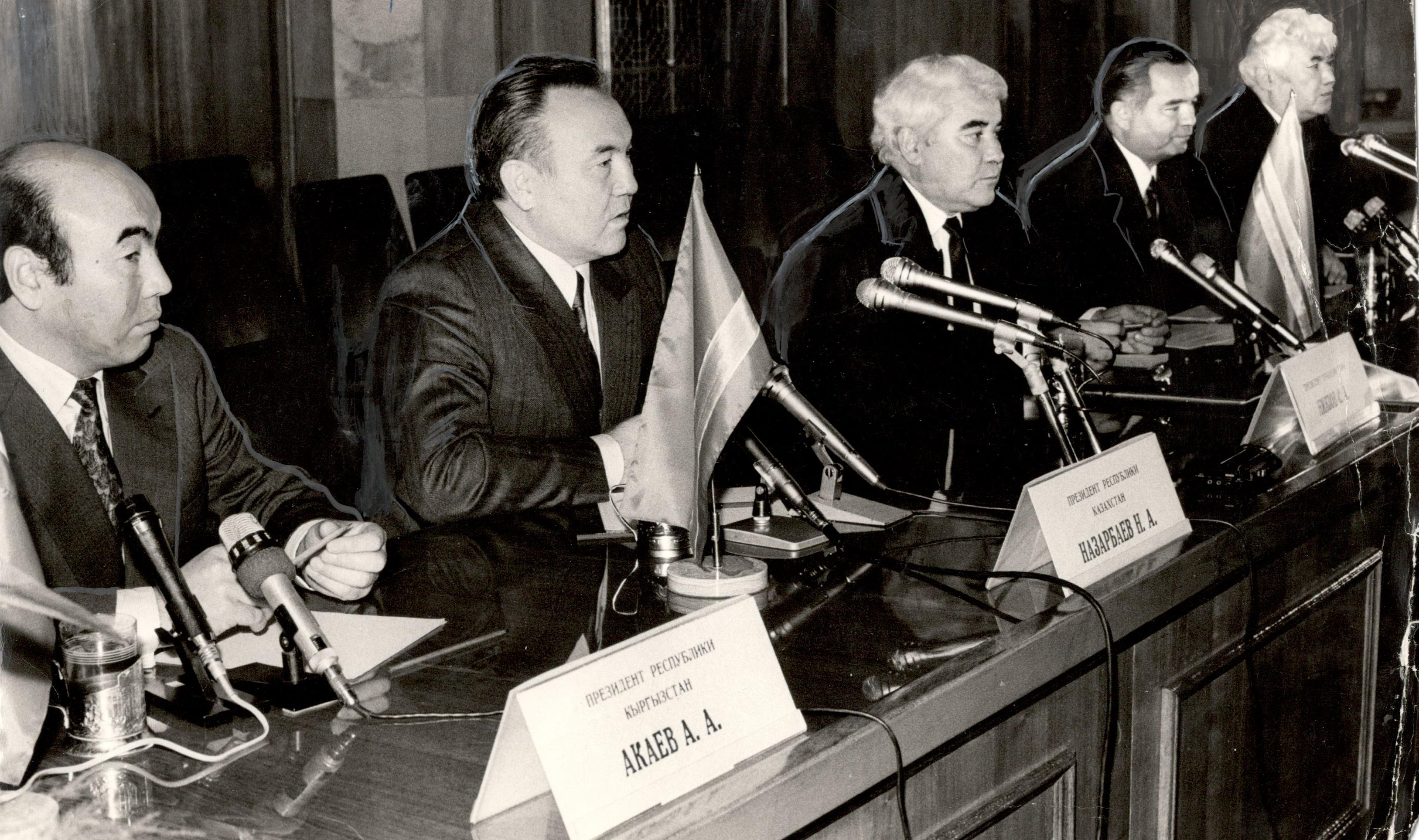
Akaev, Nursultan Nazarbaev, Saparmyrat Nyýazow e Islom Karimov durante l'incontro del CIS nel 1991

Il 25 ottobre 1990, il Soviet Supremo della SSR chirghisa tenne le elezioni per la nuova carica di presidente della repubblica. Due candidati hanno contestato la presidenza, il presidente del Consiglio dei ministri della SSR kirghisa, Apas Žumagulov, e il primo segretario del Partito comunista della SSR kirghisa, Absamat Masaliev. Tuttavia, né Žumagulov né Masaliev hanno ricevuto la maggioranza dei voti espressi. In conformità con la costituzione del Kirghiz SSR del 1978, entrambi i candidati sono stati squalificati e nessuno dei due ha potuto candidarsi al secondo turno di votazioni.
Due giorni dopo, il 27 ottobre, il Soviet Supremo scelse Akaev, che era effettivamente un candidato di compromesso, per essere il primo presidente della repubblica. Nel 1991 gli fu offerto il posto di vicepresidente dell'Unione Sovietica dal presidente Michail Gorbaciov, ma rifiutò. Akaev è stato eletto presidente della ribattezzata Repubblica del Kirghizistan in un voto incontrastato il 12 ottobre 1991. È stato rieletto due volte, tra accuse di brogli elettorali, il 24 dicembre 1995 e il 29 ottobre 2000.

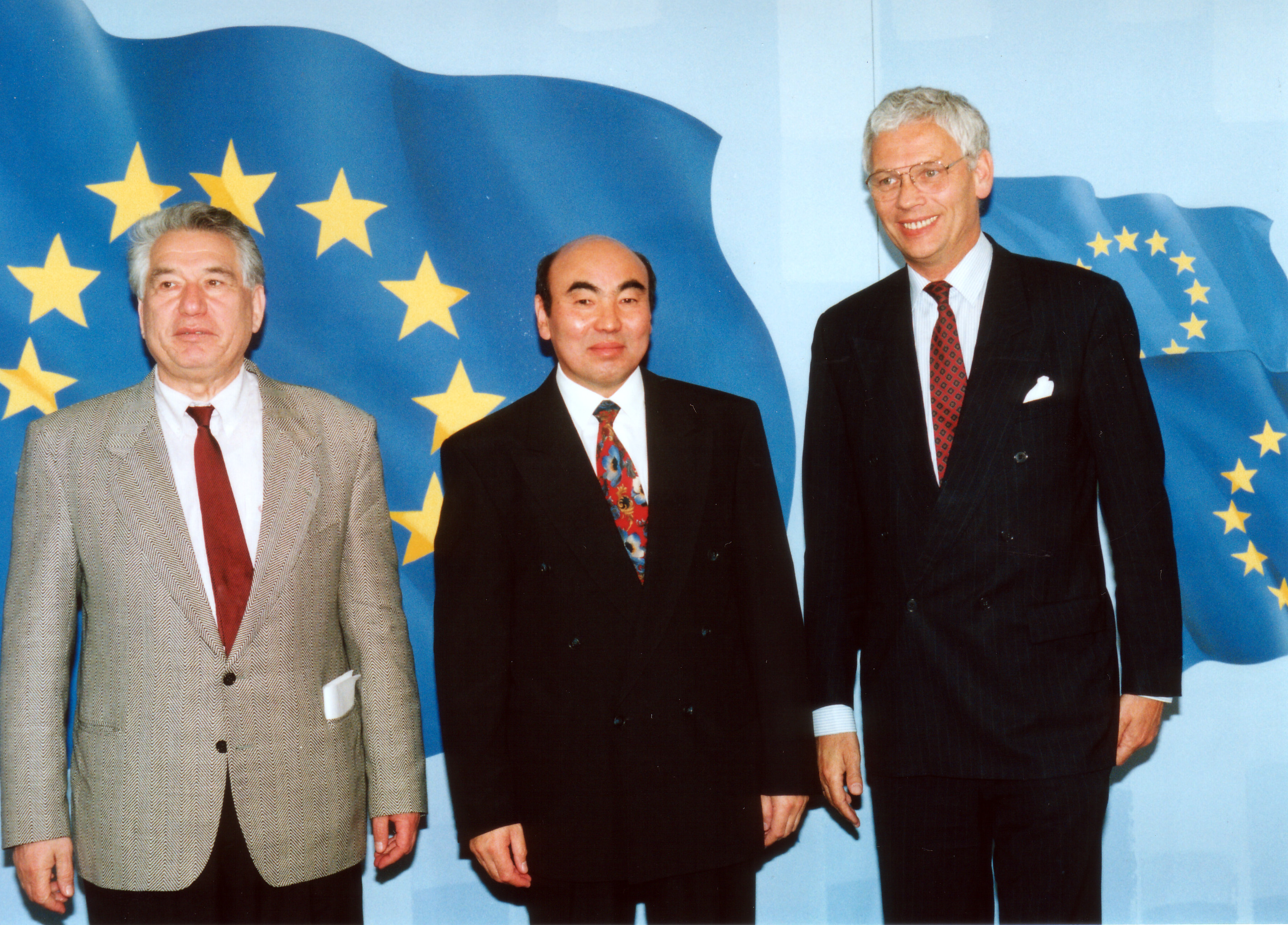
Visita di Askar Akaev, presidente del Kirghizistan, alla CE nel 1994

Akaev era inizialmente visto come un leader liberale economicamente di destra. Ha commentato in un'intervista del 1991 che "sebbene io sia un comunista, il mio atteggiamento di base nei confronti della proprietà privata è favorevole. Credo che la rivoluzione nella sfera dell'economia non sia stata fatta da Karl Marx ma da Adam Smith".  Ancora nel 1993 gli analisti politici vedevano Akaev come un "fisico prodemocratico". Promuoveva attivamente la privatizzazione della terra e di altri beni economici e gestiva un regime relativamente liberale rispetto ai governi delle altre nazioni dell'Asia centrale. Nel 2003 gli è stata concessa l'immunità permanente dall'accusa dalla Camera bassa del Parlamento.
Akaev sosteneva il movimento neo-tengrista del Kirghizistan.

### Proteste

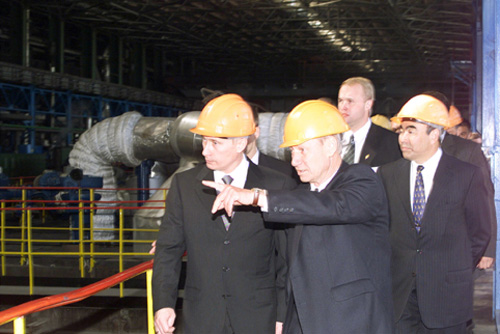
Vladimir Putin con Askar Akaev alla stazione di riscaldamento ed elettricità di Biškek, ottobre 2000

La prima ondata di manifestazioni ha avuto luogo a metà marzo 2002. Azimbek Beknazarov, membro del parlamento accusato di abuso di potere, doveva assistere al processo che si svolgeva a Žalal-Abad. Oltre 2.000 manifestanti hanno marciato sulla città dove si sarebbero svolti i procedimenti. Secondo testimoni oculari, la polizia ha ordinato ai manifestanti di fermarsi e ha concesso quindici minuti per disperdersi, ma ha aperto il fuoco prima che il tempo fosse scaduto. Cinque uomini sono stati uccisi a colpi d'arma da fuoco; un altro è stato ucciso il giorno successivo. 61 persone sono rimaste ferite, di cui 47 poliziotti e 14 civili.
La polizia antisommossa si è scontrata con i manifestanti a Biškek a maggio durante le manifestazioni a sostegno di Beknazarov. La polizia nella piazza del Parlamento della capitale ha preso a calci i manifestanti e trascinato via le persone per disperdere la folla. Hanno fatto diverse richieste tra cui le dimissioni di Akaev. Ciò si è ripetuto nuovamente nel novembre dello stesso anno, quando decine di persone sono state arrestate mentre l'opposizione marciava sulla capitale. Le proteste sono continuate, anche se su scala minore, in vari momenti negli anni successivi.

### Controversia sulle elezioni del 2005

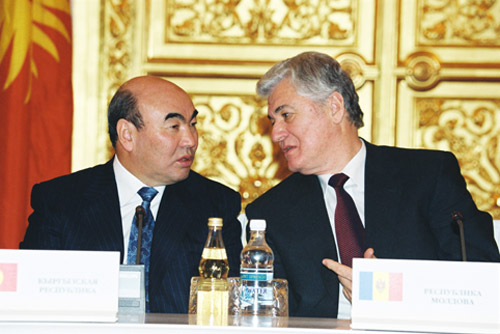
Akaev con il presidente moldavo Vladimir Voronin a Mosca, 2001

Akaev aveva promesso di dimettersi dall'incarico alla scadenza del suo terzo mandato nel 2005, ma era stata sollevata la possibilità di una successione dinastica. Suo figlio Aidar Akaev e sua figlia Bermet Akaeva erano candidati alle elezioni legislative del 2005; forte il sospetto che la famiglia avrebbe mantenuto il potere de facto organizzando l'elezione di uno stretto sostenitore o parente.
I risultati delle elezioni sono stati contestati, con accuse di brogli elettorali. Due dei figli di Akaev hanno vinto seggi. Gravi proteste sono scoppiate a Oš e Žalal-Abad, con manifestanti che hanno occupato edifici amministrativi e l'aeroporto di Oš. Il governo si è dichiarato pronto a negoziare con i manifestanti. Tuttavia, un leader dell'opposizione ha affermato che i colloqui sarebbero stati utili solo se vi avesse partecipato lo stesso presidente. Akaev ha rifiutato di dimettersi, ma si è impegnato a non usare la forza per porre fine alle proteste, cosa che ha attribuito a interessi stranieri che cercavano di provocare una repressione su larga scala.
Il 23 marzo, Akaev ha annunciato il licenziamento del ministro dell'Interno Bakirdin Subanbekov e del procuratore generale Myktybek Abdyldaev per "lavoro scadente" nell'affrontare le crescenti proteste.

## Vita privata
Sposato con Mairam Duishenovna Akaeva che, quando Askar Akaev era presidente, guidava la fondazione di beneficenza Meerim (era in cima alla lista del Partito delle donne del Kirghizistan nelle elezioni del 2000). Quattro i figli.
Il figlio maggiore Aidar (1976-2020) era sposato con la figlia più giovane del presidente del Kazakistan Nursultan Nazarbaev, Äliia. Il matrimonio è stato di breve durata (dal 1998 al 2001). Nel 2005, poco prima della rivoluzione dei tulipani, è stato eletto al parlamento del Kirghizistan, il Consiglio supremo. Dopo il cambio di potere, i risultati delle elezioni nel suo collegio elettorale sono stati annullati, lo stesso Aidar Akaev è stato inserito nella lista dei ricercati con l'accusa di reati economici.
La figlia Bermet è sposata con un uomo d'affari kazako, Adil Toigonbaev (anche lui ricercato dalle autorità del Kirghizistan per crimini economici). Nel 2005, lei, come suo fratello, si è candidata al Consiglio supremo e ha vinto le elezioni, ma dopo la rivoluzione i risultati delle votazioni sono stati annullati. Nel 2007 ha tentato per la seconda volta di essere eletta in parlamento, già sotto le nuove autorità. Ma il tribunale distrettuale di Keminskij ha ritirato la sua candidatura.
Anche i figli più piccoli, la figlia Saadat e il figlio Ilim, durante il suo periodo al potere, si stavano preparando per attività politiche e sociali: dirigevano il fondo pubblico “Biblioteca del Primo Presidente”.

## Premi e riconoscimenti
- Ordine del Distintivo d'Onore (1981)

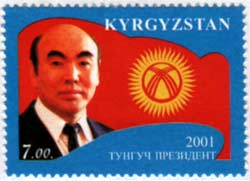
Francobollo del Kirghizistan, 2001

- Medaglia Puškin (23 agosto 1999, Russia) - per il suo grande contributo alla conservazione e alla diffusione del patrimonio culturale russo nella Repubblica del Kirghizistan
- Ordine "Dostyk" I grado (10 dicembre 2001, Kazakistan) - per un significativo contributo personale allo sviluppo delle relazioni kazako-kirghise, assistenza nello stabilire legami politici, economici e culturali reciprocamente vantaggiosi tra i due stati e i loro popoli, nonché in relazione al decimo anniversario dell'indipendenza della Repubblica del Kazakhstan
- Ordine della Doppia Croce Bianca, 1ª classe (Slovacchia , dicembre 2003)
- Vincitore del Premio della Lega dei giovani comunisti del Kirghizistan (1977) - per lo studio matematico dei problemi dei computer di riscaldamento
- Vincitore della medaglia d'oro N. D. Kondratiev nel 2012 - per un eccezionale contributo allo sviluppo delle scienze sociali